# Scottish Open 1913
Die Scottish Open 1913 waren die siebente Austragung dieser internationalen Meisterschaften von Schottland im Badminton. Sie fanden Anfang des Jahres in Aberdeen statt. Gemeinsam mit den offenen Titelkämpfen fanden auch die geschlossenen nationalen Titelkämpfe von Schottland statt.

## Titelträger der Scottish Open
| Disziplin    | Sieger                                    |
| ------------ | ----------------------------------------- |
| Herreneinzel | George Alan Thomas                        |
| Dameneinzel  | Lavinia Clara Radeglia                    |
| Herrendoppel | James Crombie H. J. H. Inglis             |
| Damendoppel  | Lavinia Clara Radeglia W. S. Gill         |
| Mixed        | George Alan Thomas Lavinia Clara Radeglia |

## Sieger der Closed Scottish Championships
| Disziplin    | Sieger                        |
| ------------ | ----------------------------- |
| Herrendoppel | James Crombie H. J. H. Inglis |
| Mixed        | James Crombie M. Findlay      |

## Referenzen
- Annual Handbook of the International Badminton Federation, London, 28. Auflage 1970, S. 268–274.